# Mauritiuskirche (Obereisesheim)

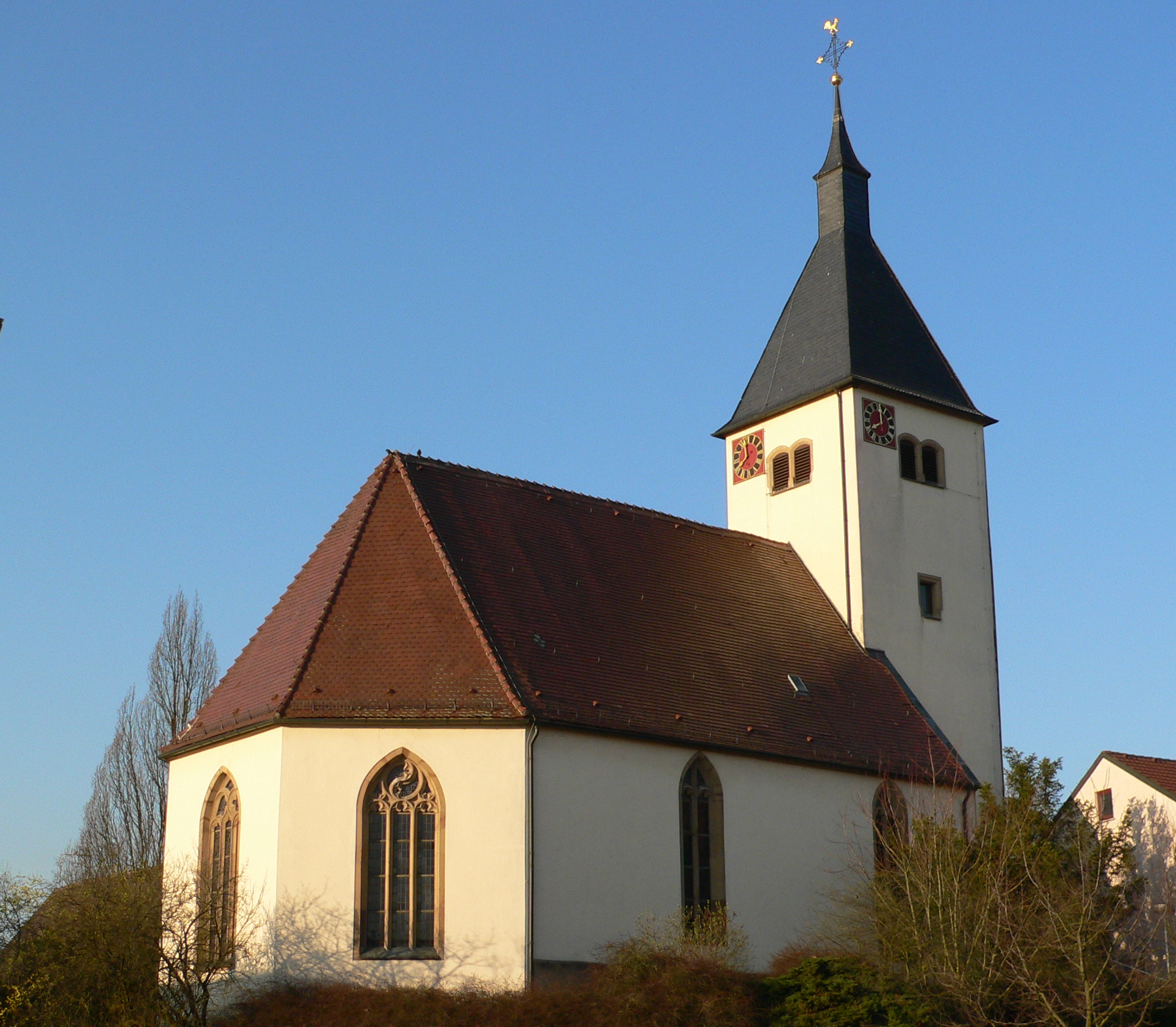
Mauritiuskirche in Obereisesheim

Die Mauritiuskirche in Obereisesheim, einem Stadtteil von Neckarsulm im Landkreis Heilbronn im nördlichen Baden-Württemberg, ist eine evangelische Pfarrkirche.
Die Ursprünge der Mauritiuskirche in Obereisesheim reichen vermutlich bis ins 11. Jahrhundert zurück, wenngleich vom Vorgängerbau kaum noch Reste existieren. Die heutige Kirche wird im Wormser Synodalbuch von 1496 erwähnt. Dort ist vermerkt, dass die Kirche dem hl. Mauritius und seinen Gefährten, den Märtyrern der Thebäischen Legion, geweiht wurde. Die Franken brachten etwa im 11. Jahrhundert die Verehrung für den hl. Mauritius in das heutige Süddeutschland, weshalb vermutet wird, dass ein fränkischer Adliger die Mauritiuskirche in Obereisesheim gründete.
Der im Westen aufragende Turm gilt als ältester Gebäudeteil aus der Zeit der späten Gotik. Das mit dem Altarbereich nach Osten ausgerichtete Langhaus der Kirche wurde 1601 umfassend erneuert, woran auch die Jahreszahl über dem Hauptportal erinnert. Der Chor weist drei spitzbogige Maßwerkfenster auf. Die Kanzel, die wohl aus der Entstehungszeit der heutigen Kirche stammt, befindet sich auf der Ostseite. Die Orgel auf der Westempore wurde 1861 von der Werkstatt Carl Schäfer aus Heilbronn gebaut und 1978 erneuert. An der Empore sind Apostelbilder des Malers Johannes Stiegler zu sehen, der um 1725 im mittleren Neckarraum gewirkt hat. Das mittlere Chorfenster zeigt zwölfteiligen Buntglasbildschmuck von Adolf Saile von 1977. Die heutige Mauritiuskirche besitzt drei Glocken. Die älteste davon wurde 1722 von Johann Daniel Rohr in Heilbronn gegossen. Zwei weitere Glocken wurden 1956 als Ersatz für Glocken, die im Zweiten Weltkrieg eingeschmolzen wurden, von der Glockengießerei Bachert in Bad Friedrichshall-Kochendorf hergestellt.